# Heng Shan (Hunan)

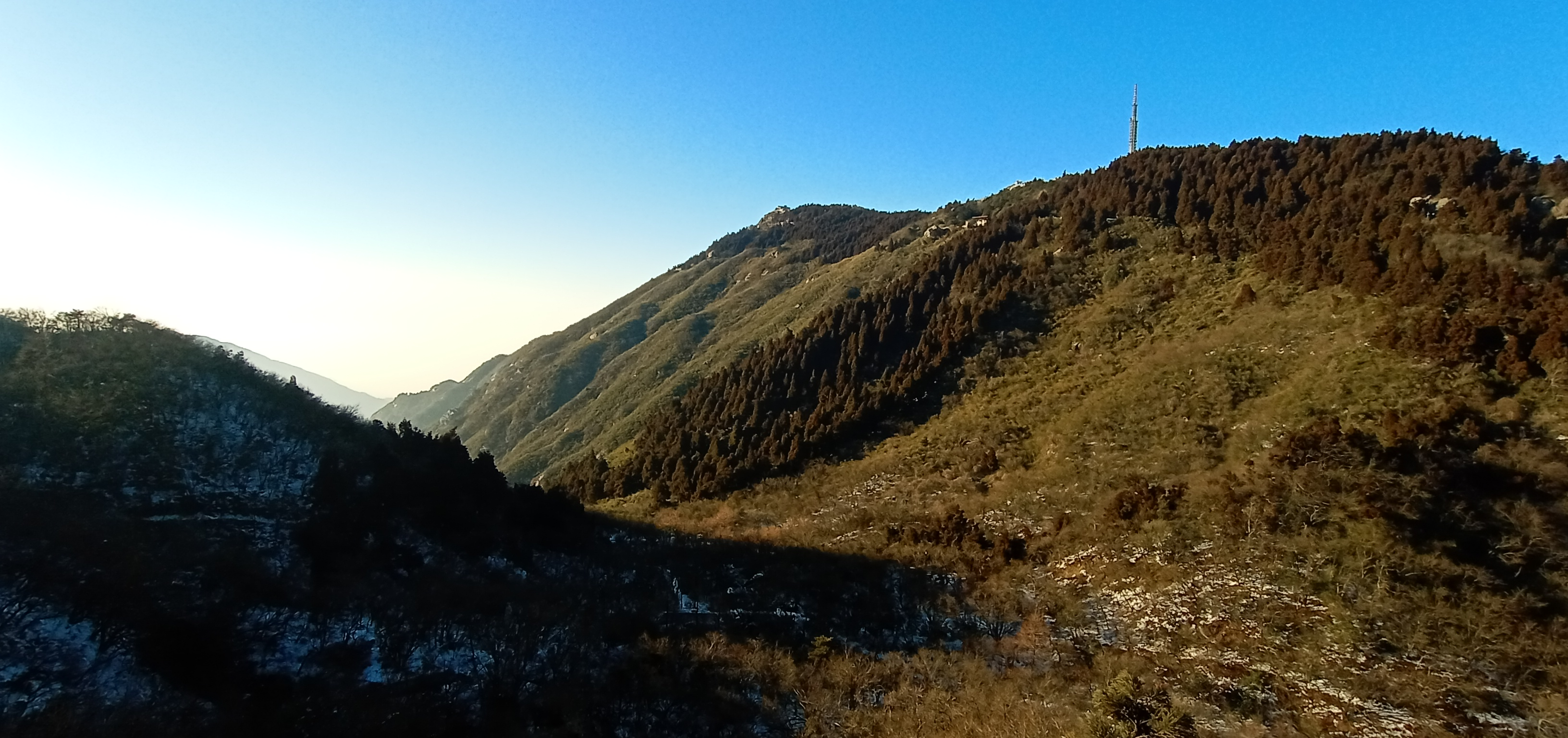
Zhurong Feng, het hoogste punt in de Heng Shan, vanuit het zuiden gezien.

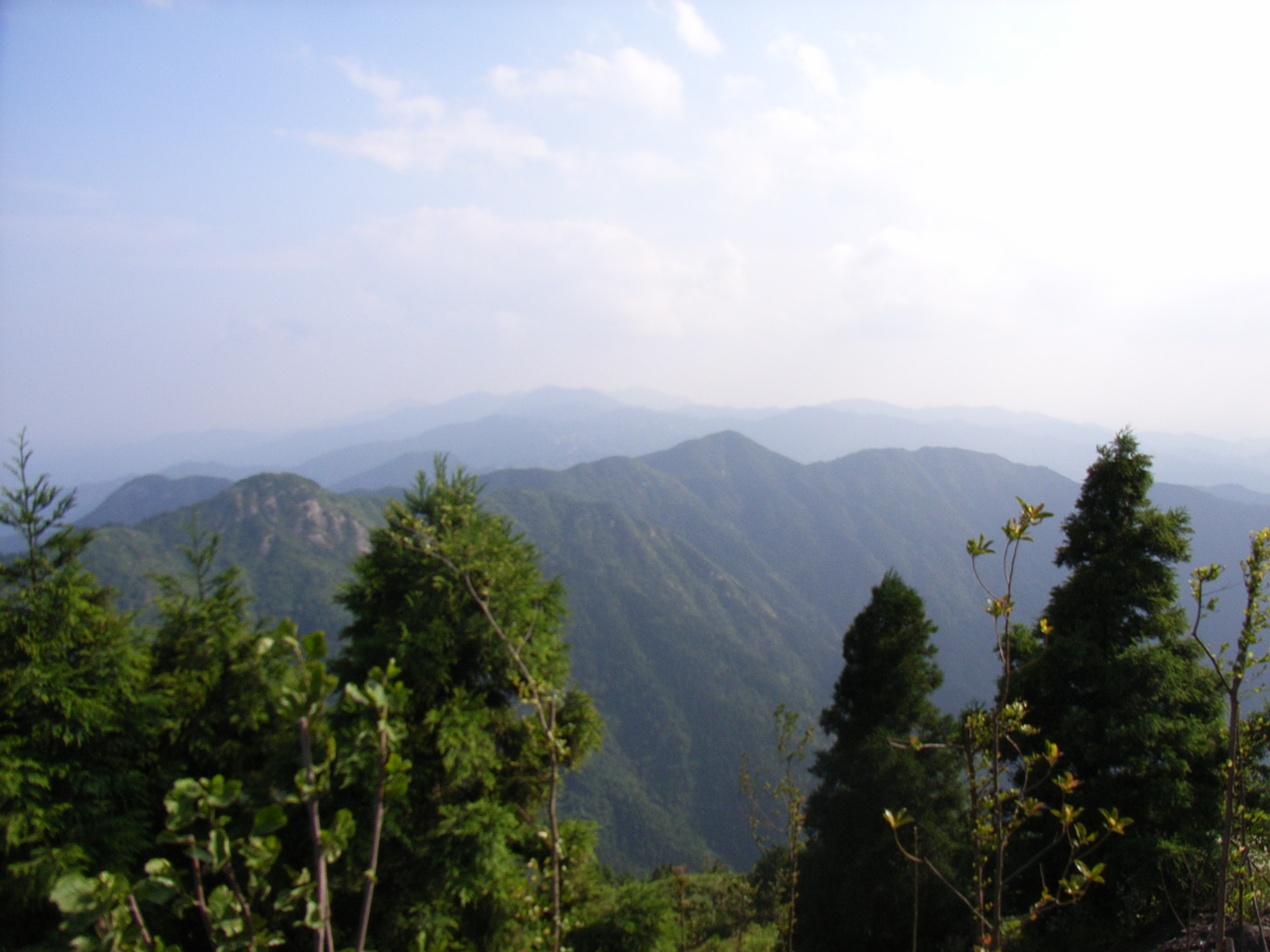
Zicht naar het zuiden vanaf de top van Zhurong Feng, het hoogste punt in de Heng Shan.

De Heng Shan of Hengshan (Chinees: 衡山, pinyin: héngshān) is een bergtop en bergmassief in de Chinese provincie Hunan. Het is de zuidelijke van de vijf heilige bergen van China en is een belangrijk doel van pelgrimage voor taoïsten, Chinese boeddhisten en in het Chinees volksgeloof. De hoogste top is Zhurong Feng, 1290 m boven zeeniveau. De Heng Shan ligt ongeveer 80 km ten zuidwesten van de miljoenenstad Changsha langs de westelijke (linker-) oever van de rivier de Xiang Jiang. De kern van het berggebied ligt bij de gelijknamige stad Hengshan en heeft van zuid naar noord een lengte van ongeveer 40 km. Soms wordt echter ook het verder noordelijke heuvelland tot aan de Yuelu Shan in de agglomeratie van Changsha ertoe gerekend.

## Natuur
De Heng Shan is een geïsoleerd bergmassief dat duidelijk boven de omliggende heuvels uitsteekt dat ver boven de omliggende heuvels uitsteekt. Het bestaat uit een intrusielichaam van graniet en monzograniet uit het Jura. Vanwege de grote bestandheid tegen erosie vormt de graniet een massief met een grote topografische prominentie.
Het gebied heeft een nat subtropisch klimaat met bos bestaande uit eiken, schima's, schijnkastanjes, bamboe en rododendrons. Bijzondere plantensoorten zijn de zeepnotenboom (Sapindus mukorossi) en de Chinese christusdoorn (Gleditsia sinensis). De hogere delen van de berg liggen in de gematigde zone, waar het subtropisch bos plaatsmaakt voor dennen en ander naaldhout. In de winter kan op de hellingen sneeuw vallen.
De bossen zijn het leefgebied van verschillende bijzondere diersoorten, waaronder de zilverfazant en de grootkopschildpad. 
Het centrale deel van het gebergte word beschermd als een natuurreservaat. De pelgrimsroute naar de top valt in een jingqu ("schilderachtige toeristische zone"), waar wandelaars de paden dienen te volgen. Bussen van een pendeldienst kunnen wandelaars desgewenst tot halverwege de top brengen.

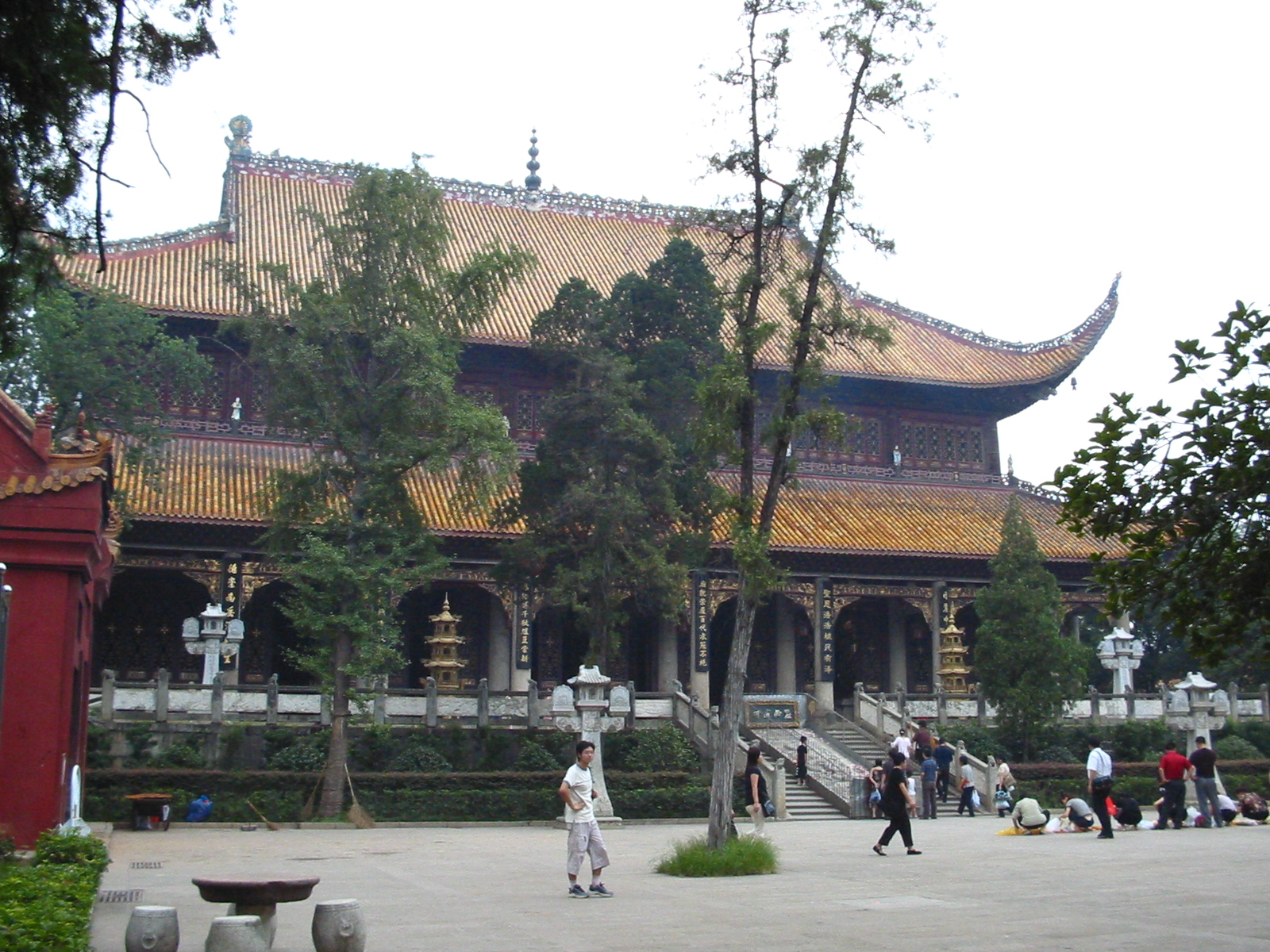
De Nanyue Damiao is de belangrijkste tempel voor de aanbidding van Nanyue Dadi, de god van de heilige berg van het zuiden. De tempel ligt in het stadje Nanyue aan de voet van de Heng Shan.

## Cultuur en geschiedenis
De belangrijkste tempel voor de rituele offers is de Nanyue Damiao in de bedevaartsplaats Nanyue aan de voet van de berg, waar voor pelgrims traditioneel de beklimming van de berg begint. Op de Zhurong Feng, de hoogste top in de Heng Shan, ligt de kleine stenen tempel Zhurong Gong, gewijd aan een god die volgens een legende de lokale bevolking leerde vuur te beheersen. 
Onder de boeddhistische tempels bevinden zich Zhusheng Si in Nanyue en Fuyan Si en Shangfeng Si op de berg. De laatste tempel werd tijdens de Handynastie gebouwd en op bevel van keizer Sui Yangdi (604-617 n.Chr.) aan het boeddhisme gewijd. 
De Heng Shan wordt al genoemd als de zuidelijke heilige berg in de klassieke Chinese literatuur zoals de Shijing (het boek der liederen) en de Erya. Het is aannemelijk dat de verering van de berg op zijn minst teruggaat tot de Zhoudynastie en de tweede helft van het eerste millenium voor Christus. Tijdens keizer Han Wudi (2e eeuw v.Chr.) verplaatste men de verering van de zuidelijke heilige berg echter naar de Tianzhu Shan (in Anhui). Deze werd onder keizer Sui Yangdi terug verplaatst naar de Heng Shan. Tijdens de er op volgende Tangdynastie groeide de berg uit tot een belangrijk taoïstisch centrum, met name voor de Shanqingdao, wiens stichtster Wei Huacun op de berg vereerd wordt. Sinds de 11e eeuw wordt de berg geassocieerd met Lü Dongbin, een van de acht onsterfelijken van de taoïstische mythologie.
In de Heng Shan ligt ook een erebegraafplaats voor gevallen Chinese soldaten en verzetsstrijders tegen de Japanse bezetting voor en tijdens de Tweede Wereldoorlog.